# Versigny (Oise)
 Versigny  es una población y comuna francesa, en la región de Picardía, departamento de Oise, en el distrito de Senlis y cantón de Nanteuil-le-Haudouin.

## Demografía
| 400 | 348 | 300 | 322 | 339 | 365 |
| Para los censos de 1962 a 1999 la población legal corresponde a la población sin duplicidades (Fuente: INSEE [Consultar]) |     |     |     |     |     |